# Trip Hawkins
William M. 'Trip' Hawkins III (28 december 1953) is een Amerikaans ondernemer uit Silicon Valley en oprichter van onder andere Electronic Arts, 3DO en Digital Chocolat.
Hawkins was Director of Strategy and Marketing bij Apple Computers tot hij in 1982 vertrok. Daarna richtte hij Electronic Arts op, een uitgever van computerspellen. Onder Hawkins leiding was EA zeer succesvol en het bedrijf is uitgegroeid tot een van de grootste computerspelontwikkelaars van de wereld.